# Route 361 (Québec)
Pour les articles homonymes, voir Route 361.
La route 361 (R-361) est une route régionale québécoise d'orientation nord / sud située sur la rive nord du fleuve Saint-Laurent. Elle dessert la région administrative de la Mauricie.

## Tracé
La courte route 361 débute sur la route 138 à Batiscan et se termine à Saint-Narcisse à une intersection avec la route 352. Elle longe la rive ouest de la rivière Batiscan sur la première moitié de son parcours.

## Localités traversées (du sud au nord)
Liste des municipalités dont le territoire est traversé par la route 361, regroupées par municipalité régionale de comté.

### Mauricie
Les Chenaux
- Batiscan
- Sainte-Geneviève-de-Batiscan
- Saint-Narcisse

## Intersections majeures
| MRC                   | Municipalité                 | km    | Destinations                                                | Notes                                |
| --------------------- | ---------------------------- | ----- | ----------------------------------------------------------- | ------------------------------------ |
| Les Chenaux           | Batiscan                     | 0,00  | R-138 – Champlain, Trois-Rivières, Sainte-Anne-de-la-Pérade |                                      |
| Les Chenaux           | Sainte-Geneviève-de-Batiscan | 3,90  | A-40 – Montréal, Québec                                     | Sortie 229 de l'A-40                 |
| Les Chenaux           | Saint-Narcisse               | 20,20 | R-352 – Saint-Maurice, Saint-Stanislas                      | La R-361 nord devient la R-352 ouest |
| - Transition de route |                              |       |                                                             |                                      |